# Pietro Tomasi della Torretta
Pour les articles homonymes, voir Tomasi.
Pietro Tomasi della Torretta, 12e prince de Lampedusa, né le 7 avril 1873 à Palerme et mort le 4 décembre 1962 à Rome, est un diplomate et homme politique italien.

## Biographie
Pietro Tomasi est le quatrième fils de Giuseppe Tomasi di Lampedusa (1838-1908), prince de Lampedusa et duc de Palma, et de Stefania Papé e Vanni (1840-1913), fille du prince de Valdina. Pietro Tomasi est par conséquent l'oncle de l'écrivain Giuseppe Tomasi di Lampedusa, auteur du roman intitulé Le Guépard.
Pietro étudie à la faculté de jurisprudence de l'université de Palerme. Du 31 mars 1910 au 16 octobre 1914, il est chef de cabinet du ministre des Affaires étrangères, Antonino Paternò-Castello. En fin 1914, peu de temps avant l'entrée de l'Italie dans la Première Guerre mondiale, il se rend à Munich, en Allemagne, en tant que représentant du royaume d'Italie et le 23 décembre 1915 il est nommé envoyé extraordinaire ainsi que ministre plénipotentiaire.
Chef de la délégation commerciale italienne dans la ville russe de Saint-Pétersbourg dès le 18 novembre 1917, il est ensuite nommé ambassadeur de son pays natal dans cette même ville. En 1919, à la fin de la Première Guerre mondiale, il participe à la conférence de paix de Paris. Du 20 août 1919 au 6 juillet 1921, il est ambassadeur de l'Italie auprès de la première république d'Autriche à Vienne.
Le 26 avril 1920, à Londres, il épouse la violoniste et mezzo-soprano Alice Barbi, déjà veuve du baron Boris von Wolff-Stomersee et mère d'Alexandra von Wolff-Stomersee (cette dernière épousa en 1932 Giuseppe Tomasi di Lampedusa).
Il est ministre des Affaires étrangères durant le gouvernement Bonomi I du 7 juin 1921 au 26 février 1922. Le 19 juillet 1921, il est nommé sénateur par le roi Victor-Emmanuel III. Du 10 novembre 1922 à avril 1927, pendant près de 5 ans, il fut ambassadeur italien à Londres.
Forcé de démissionner en 1927 par Benito Mussolini, il conclut sa carrière diplomatique à l'étranger et se consacre à son activité de sénateur à Rome. Il refuse d'adhérer au fascisme dont il fut un fervent adversaire et important opposant parmi les bancs du Sénat italien. Pour cette raison, lors de la libération de Rome et du retour d'un gouvernement démocratique en Italie, il est nommé président du Sénat du royaume d'Italie à partir du 20 juillet 1944 jusqu'à sa démission le 25 juin 1946. Durant la période transitoire, il siège à la Consulta Nazionale. Il est nommé sénateur de droit lors de la Ire législature de la République italienne.
En tant qu'oncle de l'écrivain Giuseppe Tomasi di Lampedusa, mort en 1957 sans héritier légitime, Pietro Tomasi hérite de ses titres nobiliaires et devient ainsi en 1957 : 12e prince de Lampedusa, 13e duc de Palma, baron de Montechiaro et de la Torretta, ainsi que grand d'Espagne de première classe. Il porta également le titre de courtoisie de marquis de la Torretta dont il tire son nom de famille (Tomasi della Torretta).

## Distinctions
- chevalier de l'ordre des Saints-Maurice-et-Lazare (5 janvier 1922) ;
- chevalier de l'ordre de la Couronne d'Italie (9 mai 1920).